# Ingrid van der Voort
Ingrid van der Voort (18 oktober 1971) is een Nederlands voormalig langebaanschaatsster. 
Van der Voort won in 1993 op de Nederlandse kampioenschappen afstanden een zilveren medaille op de 3000 meter. In 1993 nam ze de deel aan het Europees kampioenschap allround (NC18) en het wereldkampioenschap allround (NC21). Ze is een dochter van marathonschaatsster Joke van der Voort-van Gaalen.